# Heroes of Might and Magic: Olden Era
Heroes of Might and Magic: Olden Era ist ein angekündigtes rundenbasiertes Strategiespiel, welches von Unfrozen entwickelt wird und durch Ubisoft veröffentlicht werden soll.
Das Spiel aus der Heroes-of-Might-and-Magic-Reihe orientiert sich stark an Heroes of Might and Magic III. Auf der Gamescom im August 2024 wurde die Entwicklung von durch das Entwicklerstudio angekündigt, welches im Sommer 2025 als Early Access und 2026 als fertiges Spiel erscheinen soll.

## Entwicklung
Unfrozen veröffentlicht regelmäßig Informationen über das Spiel. So wurden bereits fünf der sechs Fraktionen bekanntgegeben: Tempel, Nekropolis, Waldfestung, Dungeon und Schwarm.
Paul Romero soll wieder am Soundtrack beteiligt sein. Ebenso Cris Velasco und das Heroes Orchestra.